# Сан Мауро Маркезато
Сан Ма̀уро Маркеза̀то (на италиански: San Mauro Marchesato) е село и община в Южна Италия, провинция Кротоне, регион Калабрия. Разположено е на 288 m надморска височина. Населението на общината е 2174 души (към 2012 г.).